# Hot Streak
Hot Streak é o segundo álbum do supergrupo estadunidense de hard rock The Winery Dogs. Foi lançado em 2 de outubro de 2015,, mas estreou no dia 29 de setembro no allmusic
Comentando o álbum, o guitarrista e vocalista Richie Kotzen afirmou:
| “ | Nós elevamos a banda ao próximo nível. [...] Há sempre aquela preocupação com um álbum seguinte quando você tem um primeiro que é tão bem recebido, mas eu acreditei nele desde o primeiro dia. [...] Eu também gosto do fato de que há uma comunalidade entre o primeiro e o segundo álbum — e há uma evolução também, pois nós cavamos um pouco mais fundo. | ” |

A faixa de abertura, "Oblivion", lançada como o primeiro single do álbum, foi composta durante os ensaios para o álbum de estreia da banda, e apresentada ao vivo na turnê subsequente. Como Richie só tinha letras para o refrão, mas não para os outros versos, toda vez que a faixa era tocada, as letras eram diferentes.
"Empire" quase ficou de fora do álbum, mas o baterista Mike Portnoy "implorou" a Richie que não descartasse a cançãom, pois ele havia gostado dela e queria terminá-la.

## Lista de faixas
| N.º            | Título                                    | Duração |  |
| 1.             | "Oblivion" (Esquecimento)                 | 4:11    |  |
| 2.             | "Captain Love" (Capitão Amor)             | 5:06    |  |
| 3.             | "Hot Streak" (Raia Quente)                | 5:10    |  |
| 4.             | "How Long" (Por Quanto Tempo)             | 3:55    |  |
| 5.             | "Empire" (Império)                        | 6:08    |  |
| 6.             | "Fire" (Fogo)                             | 4:46    |  |
| 7.             | "Ghost Town" (Cidade Fantasma)            | 4:27    |  |
| 8.             | "The Bridge" (A Ponte)                    | 4:19    |  |
| 9.             | "War Machine" (Máquina de Guerra)         | 5:11    |  |
| 10.            | "Spiral" (Espiral)                        | 5:50    |  |
| 11.            | "Devil You Know" (Diabo Que Você Conhece) | 4:29    |  |
| 12.            | "Think It Over" (Pensar Sobre Isso)       | 5:02    |  |
| 13.            | "The Lamb" (O Cordeiro)                   | 6:44    |  |
| Duração total: | Duração total:                            | 65:48   |  |

## Paradas
| Parada (2015)                                    | Maior posição |
| ------------------------------------------------ | ------------- |
| Oricon                                           | 30            |
| Billboard Japan Top Albums                       | 20            |
| US Billboard 200                                 | 30            |
| US Billboard Top Hard Rock Albums                | 5             |
| US Billboard Top Rock Albums                     | 6             |
| US Billboard Top Independent Albums              | 5             |
| US Billboard Top Modern Rock/Alternative Albums) | 2             |

## Créditos
- Richie Kotzen - vocais, guitarras, teclados
- Billy Sheehan - baixo, vocais de apoio
- Mike Portnoy - bateria, percussão, vocais de apoio